# Алексеев, Вениамин Васильевич
Вениами́н Васи́льевич Алексе́ев (род. 3 июля 1934, Могоча, Забайкальский край) — советский и российский историк, академик Российской академии наук (1997), член-корреспондент АН СССР (1990), доктор исторических наук, профессор (1979). Специалист по истории промышленного освоения Сибири и Урала, проблемам регионального, индустриального, социального и демографического развития Азиатской части России.

## Биография
Родился в посёлке Могоча, центре Могочинского района Читинской области Восточно-Сибирского края.
В 1959 году окончил с отличием историко-филологический факультет Иркутского университета, оставлен в аспирантуре при кафедре истории СССР, которую окончил в 1962 году. Был секретарём комитета ВЛКСМ ИГУ. Затем переехал в Новосибирск, где работал ассистентом, доцентом Новосибирского университета; с 1971 года — старший научный сотрудник, заместитель директора Института истории, филологии и философии СО АН СССР.
В 1964 году защитил диссертацию «История электрификации Восточной Сибири» на соискание учёной степени кандидата исторических наук, в 1974 году — диссертацию «Электрификация Советской Сибири (1917—1970)» на соискание учёной степени доктора исторических наук. В 1979 году В. В. Алексееву присвоено учёное звание профессора.
Основатель и первый директор Института истории и археологии Уральского отделения АН СССР (РАН) (1988—2013). В 1991—2013 годах заместитель председателя УрО РАН и председатель Объединённого учёного совета по гуманитарным наукам.
15 декабря 1990 года В. В. Алексеев был избран членом-корреспондентом АН СССР (с 1991 года — РАН) по Отделению истории (история СССР), с 29 мая 1997 года — академик РАН по Отделению истории (российская история), с 2014 года — советник РАН. Главный редактор журнала «Уральский исторический вестник» (1994—2013) и «Уральской исторической энциклопедии» (1998), президент Уральского гуманитарного института (с 1994). В 1994—1999 годах представитель от России в Международном комитете по сохранению индустриального наследия (TICCIH).
Индекс Хирша — 26.
Дочь Елена (род. 1967) — историк, профессор РАН.

## Научная деятельность
Основной областью научных интересов В. В. Алексеева стала история России. В его исследованиях рассмотрен широкий круг исторических проблем, внесён значительный вклад в изучение процессов социальной трансформации российского общества и взаимодействия хода его модернизации и региональной динамики на протяжении XVIII—XX веков, изучена роль энергетического фактора в истории общества. Выявлены основные факторы, тенденции и этапы индустриального и социально-демографического развития Азиатской части России, проанализированы характерные для отдельных регионов и исторических эпох модели регионального управления, исследованы вопросы соотнесения региональной специфики с общенациональными стратегическими интересами и взаимодействия модернизационных процессов на макро- и микроуровнях, вопросы использования исторического опыта в современной социальной практике.
В. В. Алексеев сформулировал задачи изучения советского ядерного комплекса как феномена мобилизационной экономики, занимался изучением причин распада СССР, анализом индустриального наследия и проблем его сохранения, а также дискуссионных проблем гибели семьи Николая II.
Опубликовал более 600 научных работ, в том числе — ряд монографий на русском и иностранных языках. В. В. Алексеевым подготовлены свыше 30 кандидатов исторических наук, 20 из которых позже защитили докторские диссертации.

## Награды и премии
- Орден Дружбы (1999) — за большой вклад в развитие отечественной науки, подготовку высококвалифицированных кадров и в связи с 275-летием Российской академии наук[9]
- Орден Почёта (2004)[10]
- Лауреат премий им. В. Н. Татищева (1999), В. Г. де Генина (2003), П. И. Рычкова (2003) и Демидовской (2006)[8]
- Золотая медаль имени академика С. В. Вонсовского (2011)[8]
- Награждён Почётным знаком «За заслуги перед городом Екатеринбургом»;
- 2019 — почётный гражданин Свердловской области[11].

## Основные работы
Книги
- «Электрификация Сибири: историческое исследование (1885—1970)» (Новосибирск, 1973—1976, чч. 1—2);
- «Энергетики Кузбасса» (Новосибирск, 1977; в соавт. с А. С. Бондаренко);
- «Население Сибири в годы Великой Отечественной войны» (Новосибирск, 1986; в соавт.);
- «Siberia in the panorama of the XX Century» (М., 1989; изд. также на исп., нем., итал., вьетнамск., китайск., япон., корейск. языках);
- «Прометеи сибирской нефти» (Свердловск, 1989; в соавт.);
- «Гибель царской семьи: мифы и реальность. Новые документы о трагедии на Урале» (Екатеринбург, 1993);
- «Индустриальное наследие Урала» (Екатеринбург, 1993; в соавт.);
- «История казачества Азиатской России» (Екатеринбург, 1995; редактор)
- «The Last act of Tragedy» (Екатеринбург, 1996);
- Региональное развитие в контексте модернизации / Рос. акад. наук, Ин-т истории и археологии, Урал. гуман. ин-т. — Екатеринбург : УрГИ, 1997 (в соавт.);
- «Regional development in the context of Modernization» (Yekaterinburg; Leuven, 1997);
- «Регионализм в России» (Екатеринбург, 1999);
- «Воскресшие Романовы? К истории самозванчества в России XX в.» (Екатеринбург, 2000—2002, чч. 1-2; в соавт. с М. Ю. Нечаевой);
- «Исторический опыт промышленной политики в России» (Екатеринбург, 2000; в соавт. с Л. В. Сапоговской);
- «Опыт российских модернизаций XVIII—XX вв.» (М., 2000; редактор);
- «Урал в панораме XX в.» (Екатеринбург, 2000; редактор);
- Металлургические заводы Урала XVII—XX вв. : [арх. 20 октября 2021] : Энциклопедия / глав. ред. В. В. Алексеев. — Екатеринбург : Издательство Академкнига, 2001. — 536 с. — 1000 экз. — ISBN 5-93472-057-0.
- «Социальная цена российских модернизаций» (Екатеринбург, 2002);
- «Азиатская Россия в геополитической и цивилизационной динамике (XVI—XX вв.)» (М., 2004; в соавт.);
- Историки Урала XVIII—XX вв. / глав. ред. В. В. Алексеев. — Екатеринбург : УрО РАН, 2003. — 451 с. — 500 экз. — ISBN 5-7691-1332-4.
- «Общественный потенциал истории» (Екатеринбург, 2004);
- «Металлургия Урала с древнейших времен до наших дней» (М., 2008; в соавт. с. Д. В. Гавриловым);
- «L’Oural métallurgique, histoire et patrimoine. Chambéry» (Université de Savoie. Édition française de Gracia Dorel-Ferré, 2011; в соавт.);
- «Цивилизационное своеобразие российских модернизаций XVIII—XX вв.: пространственно-временной аспект» (Екатеринбург, 2011; редактор);
- «Факторный анализ российского исторического процесса» (Екатеринбург, 2011; редактор);
- «На перепутье эпох: воспоминания современника и размышления историка» (Екатеринбург, 2013);
- «Актуализация потенциала исторической науки» (Екатеринбург, 2013; редактор);
- «Кто Вы, госпожа Чайковская: к вопросу о судьбе царской дочери Анастасии Романовой» (Екатеринбург, 2014; в соавт.);
- Алексеев В. В., Крадин Н. Н., Коротаев А. В., Гринин Л. Е. Теория и методология истории. — Волгоград: Учитель, 2014.

Статьи
- «Энергетика в истории общества: масштабы и характер воздействия» // «Общество и природа» (М., 1981);
- «Столетняя революция в России» // «Северная Евразия: взгляд через тысячелетия» (Екатеринбург, 2000);
- «Три века уральской металлургии» // «300 лет уральской металлургии» (Екатеринбург, 2000);
- «Судьба России в XX в.» // «Историческая наука на пороге XXI в.» (Новосибирск, 2001; отдельн. изд. — Екатеринбург, 2003);
- «Гибель Советского Союза в контексте истории социализма» // «Общественные науки и современность». 2002. № 6. С. 66-77. (в соавт. с С. А. Нефёдовым);
- Математическое моделирование исторических процессов // История и Математика: модели и теории. — М.: ЛКИ/URSS, 2008. ISBN 978-5-382-00950-6
- Исторический прогноз: возможности и ограничения // Прогноз и моделирование кризисов и мировой динамики / отв. ред. А. А. Акаев, А. В. Коротаев, Г. Г. Малинецкий. — М.: ЛКИ/URSS, 2009. ISBN 978-5-382-01004-5